# Saison 5 de Major Crimes
Chronologie
Saison 4 Saison 6
Cet article présente les épisodes de la cinquième saison de la série télévisée américaine Major Crimes.

## Distribution

### Acteurs principaux
- Mary McDonnell (VF : Véronique Augereau) : Capitaine Sharon Raydor
- G. W. Bailey (VF : Jean-Claude De Goros) : Louis Provenza
- Anthony Denison (VF : Gabriel Le Doze) : Andy Flynn
- Michael Paul Chan (VF : Olivier Destrez) : Michael Tao
- Raymond Cruz (VF : Jérôme Rebbot) : Julio Sanchez
- Phillip P. Keene (VF : Patrick Delage) : Buzz Watson
- Kearran Giovanni (VF : Marie Zidi) : Amy Sykes
- Graham Patrick Martin (VF : Thomas Sagols) : Rusty Beck
- Jonathan Del Arco (VF : Laurent Morteau) : Dr  Fernando Morales
- Robert Gossett (VF : Benoît Allemane) : Russell Taylor (épisodes 1 à 13)

### Acteurs récurrents et invités
- Ferhat Mehenna : Détective Robby Oderno (épisode 1)
- Rene Rosado : Gustavo Wallace (épisodes 1,3 et 7)
- Ransford Doherty (VF : Yann Peira) : Kendall (épisodes 1, 2, 4 et 5)
- Leo Howard : Gabe Young[1] (épisode 1)
- Kathe Mazur (VF : Pauline Larrieu) : Andrea Hobbs, adjoint du procureur (épisode 2 et 4)
- Ever Carradine : Sharon Beck (épisode 2 et 6)
- Jon Tenney (VF : Bernard Lanneau) : Chef adjoint Fritz Howard (épisode 3)
- Bill Brochtrup (en) : Dr Joe Bowman (épisode 3)
- Sonya Leslie : Cynthia (épisode 5)
- Christopher Gorham : Dax[2]
- Jere Burns : Eliot Chase[3] (épisode 7)
- Sherilyn Fenn[4] : Marsha Walker (épisode 8)
- Missi Pyle[4] : Tina Walker (épisode 8)
- Stephanie Courtney (en)[4] : Dr Deb (épisode 8)
- Jaime Ray Newman : Wildred Darnell (épisode 11 et 12)[5]
- Camryn Manheim : LAPD Deputy Chief of Operations Winnie Davis[6]
- Daniel DiTomasso : Inspecteur Wes Nolan[7]
- Leonard Roberts : Commander Leo Mason[8]
- Annie Wersching : Liz Soto (épisode 3)
- Brett Davern : Dwight Darnell (épisode 10 et 11)
- Rob Estes : Clark Farman (épisode 14)
- Keegan Allen : Aiden Reed (épisode 21)

## Généralités
- Aux États-Unis, la saison a été diffusée du 13 juin 2016 au 12 avril 2017 sur TNT.
- Cette saison est inédite au Canada.

## Épisodes

### Épisode 1:Une enfance brisée
- États-Unis : 13 juin 2016 sur TNT[9]
- Suisse : 23 avril 2017 sur RTS Un
- Québec : 3 janvier 2018 sur Séries+
- Belgique : 30 juin 2018 sur La Une
- France : 16 juillet 2018 sur France 2

- États-Unis : 3,62 millions de téléspectateurs[10] (première diffusion)
- France : 3,01 millions de téléspectateurs

- Brandon Barash : Détective Robby Oderno
- Ransford Doherty: Kendall
- Rene Rosado : Gustavo Wallace

### Épisode 2:Majeures et vaccinées
- États-Unis : 20 juin 2016 sur TNT
- Suisse : 23 avril 2017 sur RTS Un
- Québec : 10 janvier 2018 sur Séries+
- Belgique : 30 juin 2018 sur La Une
- France : 16 juillet 2018 sur France 2

- États-Unis : 3,66 millions de téléspectateurs[11] (première diffusion)
- France : 2,95 millions de téléspectateurs

- Ever Carradine : Sharon Beck
- Ransford Doherty : Kendall
- Kathe Mazur : Andrea Hobbs, adjointe du procureur

### Épisode 3:Affaires étrangères
- États-Unis : 27 juin 2016 sur TNT
- Suisse : 7 mai 2017 sur RTS Un
- Québec : 17 janvier 2018 sur Séries+
- Belgique : 30 juin 2018 sur La Une
- France : 23 juillet 2018 sur France 2

- États-Unis : 3,99 millions de téléspectateurs[12] (première diffusion)
- France : 2,82 millions de téléspectateurs

- Annie Wersching : Agent Liz Soto
- Bill Brochtrup : Dr Joe Bowman
- Jon Tenney : Fritz Howard, chef du bureau des opérations spéciales
- Rene Rosado : Gustavo Wallace

### Épisode 4:Derrière les apparences
- États-Unis : 11 juillet 2016 sur TNT
- Suisse : 18 juin 2017 sur RTS Un
- Québec : 24 janvier 2018 sur Séries+
- Belgique : 7 juillet 2018 sur La Une
- France : 23 juillet 2018 sur France 2

- États-Unis : 3,92 millions de téléspectateurs[13] (première diffusion)
- France : 2,73 millions de téléspectateurs

- Ransford Doherty : (Kendall)
- Kathe Mazur : (Andrea Hobbs)

### Épisode 5:Comptes actifs
- États-Unis : 18 juillet 2016 sur TNT
- Suisse : 18 juin 2017 sur RTS Un
- Québec : 31 janvier 2018 sur Séries+
- Belgique : 7 juillet 2018 sur La Une
- France : 30 juillet 2018 sur France 2

- États-Unis : 3,72 millions de téléspectateurs[14] (première diffusion)
- France : 2,65 millions de téléspectateurs

- Sonya Leslie (Cynthia)
- Ransford Doherty : (Kendall)

### Épisode 6:Piège à touristes
- États-Unis : 25 juillet 2016 sur TNT
- Suisse : 25 juin 2017 sur RTS Un
- Québec : 7 février 2018 sur Séries+
- Belgique : 7 juillet 2018 sur La Une
- France : 30 juillet 2018 sur France 2

- États-Unis : 3,65 millions de téléspectateurs[15] (première diffusion)
- France : 2,62 millions de téléspectateurs

### Épisode 7:Aléa moral
- États-Unis : 1er août 2016 sur TNT
- Suisse : 2 juillet 2017 sur RTS Un
- Québec : 14 janvier 2018 sur Séries+
- Belgique : 14 juillet 2018 sur La Une
- France : 1er juillet 2019 sur France 2

- États-Unis : 3,65 millions de téléspectateurs[16] (première diffusion)
- France : 2,56 millions de téléspectateurs

### Épisode 8:Plus dure est la rechute
- États-Unis : 15 août 2016 sur TNT
- Suisse : 23 juillet 2017 sur RTS Un
- Québec : 21 février 2018 sur Séries+
- Belgique : 14 juillet 2018 sur La Une
- France : 1er juillet 2019 sur France 2

- États-Unis : 3,18 millions de téléspectateurs[17] (première diffusion)
- France : 2,32 millions de téléspectateurs

- Missi Pyle : Tina Walker

### Épisode 9:Tragédie grecque
- États-Unis : 22 août 2016 sur TNT
- Suisse : 23 juillet 2017 sur RTS Un
- Québec : 28 février 2018 sur Séries+
- Belgique : 14 juillet 2018 sur La Une
- France : 1er juillet 2019 sur France 2

- États-Unis : 3,94 millions de téléspectateurs[18] (première diffusion)

### Épisode 10:Zone d'ombre
- États-Unis : 29 août 2016 sur TNT
- Suisse : 6 août 2017 sur RTS Un
- Québec : 7 mars 2018 sur Séries+
- Belgique : 21 juillet 2018 sur La Une
- France : 8 juillet 2019 sur France 2

- États-Unis : 3,98 millions de téléspectateurs[19] (première diffusion)
- France : 2,55 millions de téléspectateurs

- Brett Davern : Dwight Darnell

### Épisode 11:Journée noire
- États-Unis : 5 septembre 2016 sur TNT
- Suisse : 6 août 2017 sur RTS Un
- Québec : 14 mars 2018 sur Séries+
- Belgique : 21 juillet 2018 sur La Une
- France : 8 juillet 2019 sur France 2

- États-Unis : 4,14 millions de téléspectateurs[20] (première diffusion)
- France : 2,42 millions de téléspectateurs

- Brett Davern : Dwight Darnell
- Jaime Ray Newman : Wildred Darnell

### Épisode 12:Manipulation
- États-Unis : 12 septembre 2016 sur TNT
- Suisse : 13 août 2017 sur RTS Un
- Québec : 21 mars 2018 sur Séries+
- Belgique : 21 juillet 2018 sur La Une
- France : 8 juillet 2019 sur France 2

- États-Unis : 3,29 millions de téléspectateurs[21] (première diffusion)

- Jaime Ray Newman : Wildred Darnell

### Épisode 13:Un garçon sans père
- États-Unis : 19 septembre 2016 sur TNT
- Suisse : 13 août 2017 sur RTS Un
- Québec : 28 mars 2018 sur Séries+
- Belgique : 28 juillet 2018 sur La Une
- France : 15 juillet 2019 sur France 2

- États-Unis : 3,10 millions de téléspectateurs[22] (première diffusion)
- France : 2,36 millions de téléspectateurs

### Épisode 14:Les élans du cœur
- États-Unis : 22 février 2017[23] sur TNT
- Suisse : 20 août 2017 sur RTS Un
- Québec : 4 avril 2018 sur Séries+
- Belgique : 28 juillet 2018 sur La Une
- France : 15 juillet 2019 sur France 2

- États-Unis : 1,93 million de téléspectateurs[24] (première diffusion)
- France : 2,16 millions de téléspectateurs

- Rob Estes : Clark Farman
- Shaun Sipos : Trent Mayers

### Épisode 15:Sécurité infaillible
- États-Unis : 1er mars 2017 sur TNT
- Suisse : 20 août 2017 sur RTS Un
- Québec : 11 avril 2018 sur Séries+
- Belgique : 28 juillet 2018 sur La Une
- France : 25 mai 2020 sur France 2

- États-Unis : 2,28 millions de téléspectateurs[25] (première diffusion)
- France : 3 millions de téléspectateurs

### Épisode 16:Dissimulation
- États-Unis : 8 mars 2017 sur TNT
- Suisse : 10 septembre 2017 sur RTS Un
- Québec : 18 avril 2018 sur Séries+
- Belgique : 4 août 2018 sur La Une
- France : 25 mai 2020 sur France 2

- États-Unis : 2,48 millions de téléspectateurs[26] (première diffusion)
- France : 2,75 millions de téléspectateurs

- Jeri Ryan : Linda Rothman

### Épisode 17:Tombé du ciel
- États-Unis : 15 mars 2017 sur TNT
- Suisse : 1er octobre 2017 sur RTS Un
- Québec : 25 avril 2018 sur Séries+
- Belgique : 4 août 2018 sur La Une
- France : 1er juin 2020 sur France 2

- États-Unis : 2,26 millions de téléspectateurs[27] (première diffusion)
- France : 2,68 millions de téléspectateurs

### Épisode 18:Un goût amer
- États-Unis : 22 mars 2017 sur TNT
- Suisse : 1er octobre 2017 sur RTS Un
- Québec : 2 mai 2018 sur Séries+
- Belgique : 4 août 2018 sur La Une
- France : 1er juin 2020 sur France 2

- États-Unis : 2,37 millions de téléspectateurs[28] (première diffusion)
- France : 2,46 millions de téléspectateurs

### Épisode 19:À la croisée des chemins
- États-Unis : 29 mars 2017 sur TNT
- Suisse : 8 octobre 2017 sur RTS Un
- Québec : 9 mai 2018 sur Séries+
- Belgique : 11 août 2018 sur La Une
- France : 8 juin 2020 sur France 2

- États-Unis : 2,44 millions de téléspectateurs[29] (première diffusion)
- France : 3,04 millions de téléspectateurs

- Leonard Roberts : Leo Mason
- Alicia Coppola : Joanne Harris

### Épisode 20:Onde de choc, première partie
- États-Unis : 5 avril 2017 sur TNT
- Suisse : 15 octobre 2017 sur RTS Un
- Québec : 16 mai 2018 sur Séries+
- Belgique : 11 août 2018 sur La Une
- France : 15 juin 2020 sur France 2

- États-Unis : 2,43 millions de téléspectateurs[30] (première diffusion)
- France : 3,04 millions de téléspectateurs

### Épisode 21:Onde de choc, deuxième partie
- États-Unis : 12 avril 2017 sur TNT
- Suisse : 22 octobre 2017 sur RTS Un
- Québec : 23 mai 2018 sur Séries+
- Belgique : 11 août 2018 sur La Une
- France : 15 juin 2020 sur France 2

- États-Unis : 2,89 millions de téléspectateurs[31] (première diffusion)
- France : 2,97 millions de téléspectateurs

- Keegan Allen : Aiden Reed